# 예관
예관(兒寬, ? ~ 기원전 102년)은 전한 중기의 관료로, 천승군 천승현(千乘縣) 사람이다.

## 생애
구양생의 밑에서 《서경》을 배웠고, 이후 공안국의 가르침을 받았다. 집안이 가난하여 생활비를 벌기 위해 다른 제자들의 밥을 짓는 일을 맡았고, 때로는 날품을 팔기도 하였다.
예관은 온후하고 청렴하며 또 지혜로웠고, 글짓기를 잘하였으나 말솜씨는 좋지 않았다. 정위 장탕은 법률에 밝은 자를 속관으로 두었었는데, 예관은 그렇지 못하였기 때문에 정위에 딸린 가축을 치는 일을 맡았다. 한편 정위의 안건 중 두 번이나 물리쳐진 상주문이 있었는데, 예관이 이를 훌륭히 고쳐 관원들은 이를 장탕에게 알렸다. 장탕은 예관을 연(掾)으로 삼았고, 그의 상주문은 모두 재가하였다. 무제 또한 이를 높게 평가하였기 때문에 장탕은 예관을 무제에게 소개하였고, 또 그를 중용하였다.
장탕이 어사대부가 되었을 때 예관은 그의 연이 되었으며, 시어사(侍御史)로 추천되었다. 이후 중대부(中大夫)로 발탁되었고, 원정 4년(기원전 113년) 좌내사로 승진하였다. 예관은 농업을 장려하고 형벌을 가볍게 하여 민심을 얻었고, 이때문에 관원과 백성들은 그를 크게 신뢰하였다. 세금을 거둘 때에는 농번기를 피하였고 또 가난한 집의 경우에는 징수를 유예하였기 때문에, 수입이 적었다. 이후 군무로 인하여 황실에서 조세 수입을 살폈을 때 적다는 이유로 파면당할 위기에 놓였으나, 백성들이 예관을 위하여 앞다투어 세금을 냈기 때문에 좌내사는 도리어 가장 세금이 많이 거두어진 곳이 되었다. 무제는 더욱 예관을 중하게 여겼다.
훗날 무제는 봉선 의식을 거행하려 하였는데, 유학자들에게 제도에 대해 자문했으나 결론이 나지 않았다. 예관은 이에 대하여 봉선 제도는 군신이 정할 바가 아니라고 설파하였고, 무제는 이를 받아들였다.
원봉 원년(기원전 110년), 예관은 어사대부로서 태산에서 무제의 봉선 의식을 수행하였다.
예관은 어사대부로 있는 동안 온화한 성품으로 무제의 총애를 받아 자리를 오래 보전하였지만, 일을 바로잡기 위해 간언하는 일이 없어 부하들은 그를 만만하게 여기고 열심히 일하지 않았다.
태초 3년(기원전 102년), 재임 중 죽었다.
예관은 예전에 중죄를 지어 죽게 된 적이 있었는데, 한열은 무제가 예전에 오구수왕을 죽이고 후회한 것을 이야기하며 그를 변호였다. 무제는 한열의 말을 듣고 형벌을 감면해 주었고, 예관은 훗날 어사대부가 되었다.

## 출전
- 사마천, 《사기》 권121 유림열전
- 반고, 《한서》 권58 공손홍복식예관전